# Johann Christoph Harenberg

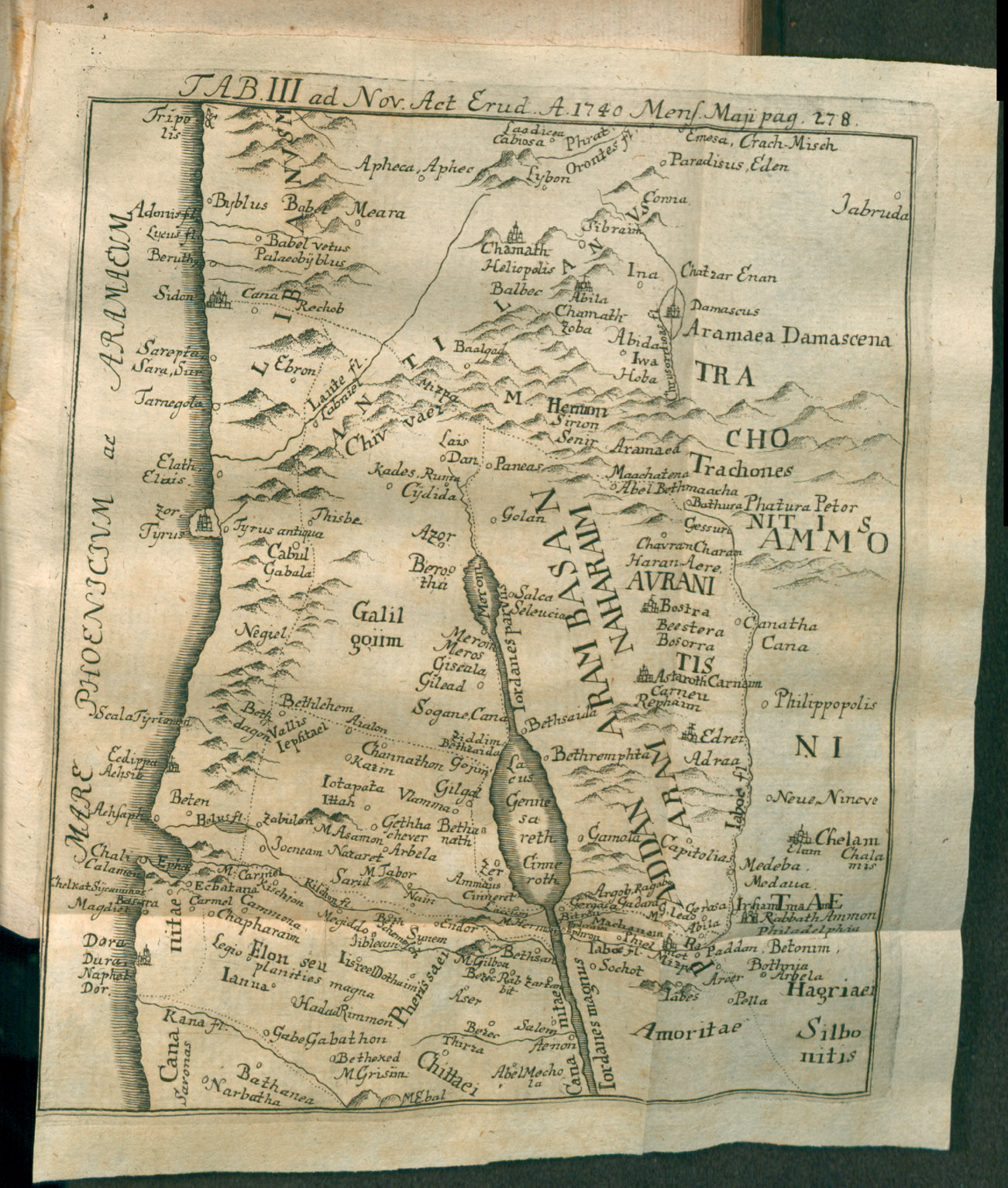
J. C. Harenbergi, Periculum geographicum de Regione Aram in Acta Eruditorum, 1740

Johann Christoph Harenberg (* 28. April 1696 in Langenholzen; † 12. November 1774 in Braunschweig) war ein deutscher evangelischer Theologe und Historiker. Seine wichtigsten Arbeiten verfasste er zur Geschichte von Gandersheim sowie zur Bibelexegese.

## Leben
Johann Christoph Harenberg war Sohn eines Landwirts und absolvierte seine schulische Laufbahn am Gymnasium in Hildesheim. 1715 ging er an die Universität Helmstedt und studierte dort klassische und morgenländische Sprachen, Theologie, Philosophie, Archäologie und Geschichte. Im Jahr 1719 ging er zum weiteren Studium an die Universitäten Jena und Halle. 1720 wurde Harenberg Rektor der Stiftsschule in Gandersheim, wo er sich mit dem dortigen Archiv beschäftigte und für seine spätere Chronik Historia ecclesiae Ganderhemensis cathedralis ac collegiatae diplomatica (1734) auswertete.
1734 wurde er im Kloster Clus und im Dorf Dankelsheim und ein Jahr später auch in der Pfarrei in Bornumhausen bei Seesen zum Pfarrer ernannt, trat jedoch beide Stellen nicht an. Stattdessen wurde er 1735 Generalaufseher der Schulen im Fürstentum Braunschweig-Wolfenbüttel. Die Berliner Akademie der Wissenschaften ernannte ihn 1738 zu ihrem Mitglied. 1745 erhielt er eine Anstellung als Professor honorarius an dem damals errichteten Collegium Carolinum in Braunschweig und zugleich als Propst des Klosters St. Lorenz bei Schöningen.

## Werke (Auswahl)

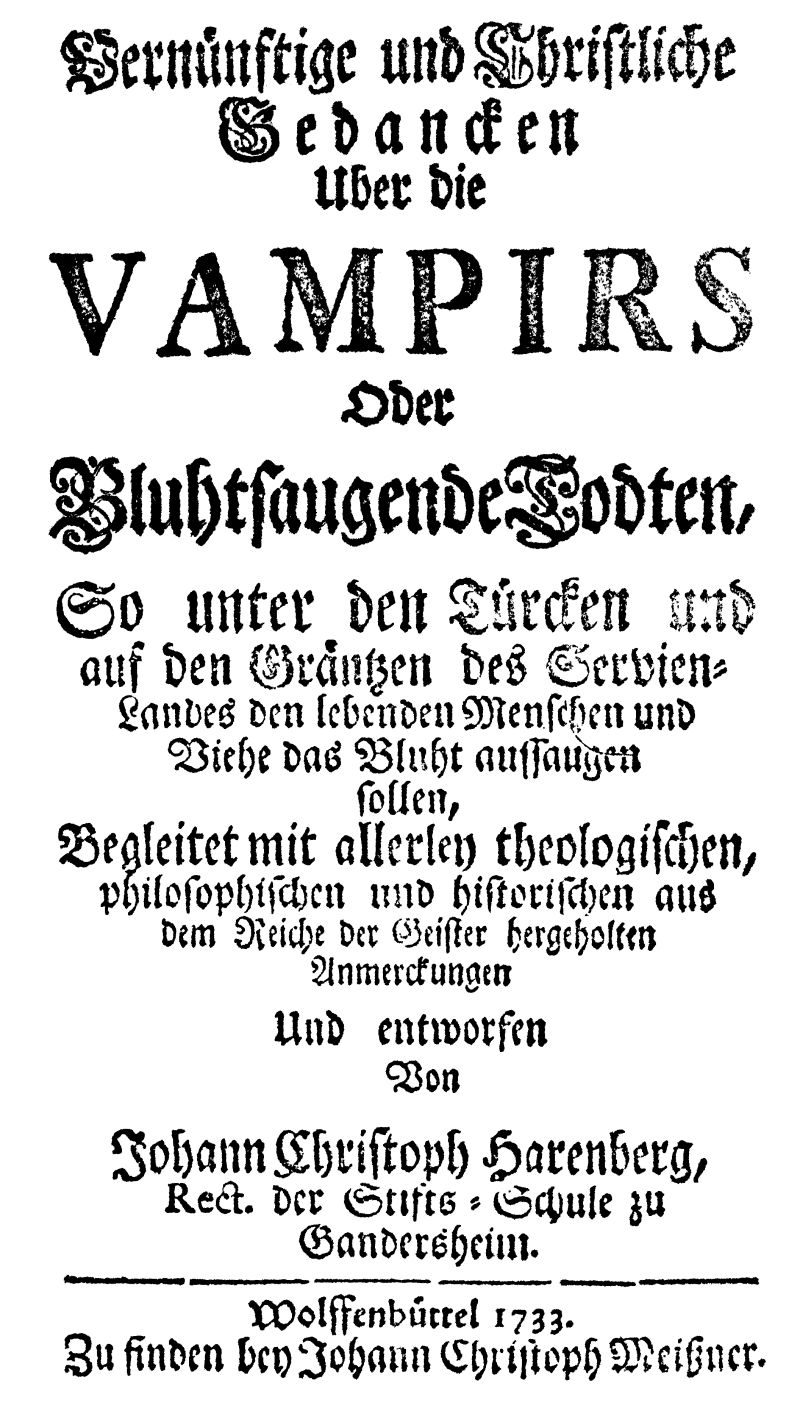
Titelblatt des Buches „Vernünftige und Christliche Gedancken über die Vampirs“

Es ist möglich, dass Johann Christoph Harenberg auch unter dem Pseudonym Johann Friedrich Weitenkampf veröffentlichte.
- Vernünftige und Christliche Gedancken über die Vampirs …. Wolfenbüttel 1733. (Digitalisat.)
- Historia ecclesiae Ganderhemensis cathedralis ac collegiatae diplomatica. Foerster, Hannover 1734. (Digitalisat)
- Vindiciae Harenbergianae. Frankfurt/Leipzig 1739.
- Otia Gandershemensia sacra. Broedelet, Utrecht 1740. (Digitalisat)
- Vindiciæ Adversus Sycophantas Juvavienses. Marteau, Köln 1741. (Digitalisat)
- La Palestine ou la Terre Sainte. Palæstina seu terra olim sancta. Nürnberg 1744 (Karte; Digitalisat (Memento vom 1. Juli 2015 im Internet Archive) der Israelischen Nationalbibliothek).
- Wahrhafte Geschichte von Erscheinung eines Verstorbenen in Braunschweig: nebst denen von diesem Gespenste gesamleten Nachrichten. Braunschweig 1748, OCLC 258360159 (Berichte über das Erscheinen von Melchior Dörrien nach seinem Tode).
- Weitenkampf:[1] Lehrgebäude vom Untergange der Erden. Braunschweig/Hildesheim 1754.
- Monumenta historica adhuc inedita. Die aus sonst ungedruckten Schriften erläuterte Geschichte Teutschlands und der angrenzenden Reiche. 5 Bände. Schröder, Braunschweig 1758–1762.
- Erklärung der Offenbahrung Johannis. Meyer, Braunschweig 1759. (Digitalisat)
- Pragmatische Geschichte des Ordens der Jesuiten. 2 Bände. Hemmerde, Halle/Helmstedt 1760. (Digitalisat Band 1), (Band 2)
- Amos propheta expositus. Le Mair & van Hoogeveen, Leiden 1763.
- Aufklärung des Buchs Daniels für den Verstand und das Herz, zur Bevestigung des Glaubens und zur Erbauung. 2 Bände. Reußner, Blankenburg/Quedlinburg 1773. (Digitalisat Band 1), (Band 2)